# بانشخالی
بانشخالی (به لاتین: Banshkhali) یک منطقهٔ مسکونی در بنگلادش است که در ناحیه چیتاگونگ واقع شده‌است. بانشخالی ۳۷۶٫۹ کیلومتر مربع مساحت و ۴۲۷٬۹۱۳ نفر جمعیت دارد.